# Ван дер Варден, Бартель Леендерт
Ба́ртель Ле́ендерт ван дер Ва́рден (нидерл. Bartel Leendert van der Waerden, 2 февраля 1903, Амстердам, Нидерланды — 12 января 1996, Цюрих, Швейцария) — голландский математик и историк математики.

## Биография
Обучался в Амстердамском университете, затем в Гёттингенском университете, где на него огромное влияние оказала Эмми Нётер.
Основные работы в области алгебры, алгебраической геометрии, где он (наряду с Андре Вейлем и Оскаром Зарисским) поднял уровень строгости, и математической физики, где он занимался приложением теории групп к вопросам квантовой механики (наряду с Германом Вейлем и Юджином Вигнером). Его классическая книга «Современная алгебра» (1930) стала образцом для последующих учебников по общей алгебре и выдержала множество переизданий.
Ван дер Варден — один из крупнейших специалистов по истории математики и астрономии Древнего мира. Его «Пробуждающаяся наука» (нидерл. Ontwakende wetenschap, 1950, рус. пер. 1959) даёт развёрнутое изложение истории математики и астрономии в Древнем Египте, Вавилоне и Греции. В Приложении к русскому переводу этой книги опубликована статья «Пифагорейское учение о гармонии» (1943) — фундаментальное изложение пифагорейских взглядов на музыкальную гармонию.

## Награды
- Медаль Котениуса (1969)

## Книги и статьи на русском языке
- Современная алгебра. т. 1—2, М.-Л.: ОНТИ НКТП, 1937.
- Пробуждающаяся наука. Математика древнего Египта, Вавилона и Греции. М.: Физматлит, 1959. (Репринт: М.: КомКнига, 2006).
- Пробуждающаяся наука II. Рождение астрономии. — М.: Наука, 1991. — 384 с. — 16,000 экз. — ISBN 5-02-014486-X.
- Алгебра. Определения, теоремы, формулы. СПб.: Лань, 2004.
- Метод теории групп в квантовой механике. М.: ЛКИ, 2007.
- О движении планет по Гераклиду Понтийскому, Arch. Internat. Hist. Sci. 28 (103) (1978), 167—182.
- Гелиоцентрическая система в греческой, персидской и индийской астрономии, in «From deferent to equant: A Volume of Studies in the History of Science in the Ancient and Medieval Near East in Honor of E. S. Kennedy», Annals of the New York Academy of Sciences, Volume 500, June 1987, 525—545.
- Математическая статистика. М.: ИЛ, 1960.